# Soul: Jazz Compositions
Soul: Jazz Compositions ist ein Album mit einem Teil des Soundtracks für den Pixar-Film Soul unter der Regie von Pete Docter. Die Musik wurde von Jon Batiste komponiert und eingespielt. Das Album wurde am 18. Dezember 2020 veröffentlicht.

## Entstehung

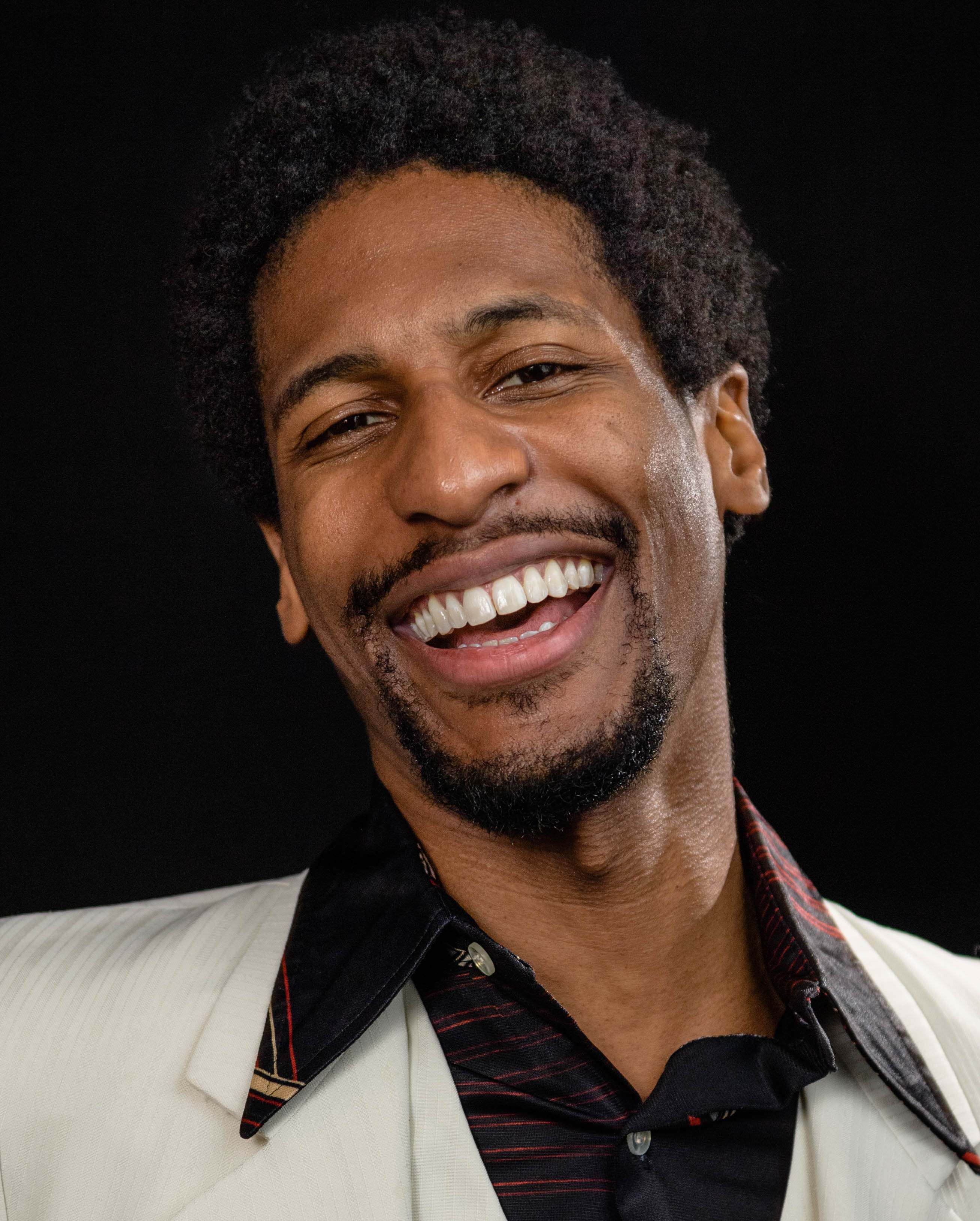
Jon Batiste steuerte die Jazz-Musik und die Arrangements für Soul bei

Die Jazz-Musik und die Arrangements für Soul von Pete Docter komponierte Jon Batiste, während Trent Reznor und Atticus Ross die elektronischen Musikstücke für den Film schrieben.
Der computeranimierte Abenteuer-Trickfilm erzählt von dem in New York lebenden Musiklehrer Joe Garnder, der endlich eine Jazz-Ikone von seinem Talent überzeugen konnte, dann aber vor dem ersten großen gemeinsamen Auftritt in die nicht abgedeckte Öffnung in die Kanalisation fällt und im Jenseits wieder zu sich kommt. Da Joe jedoch fest entschlossen ist, am Abend mit Dorothea Williams im Club zu spielen, wird er gemeinsam mit einer verlorenen Seele wieder auf die Erde geschickt.
Bei der Aufnahme spielte Batiste Klavier. Bei der Zusammenstellung der weiteren an der Aufnahme Beteiligten achtete Batiste auf eine möglichst große Mischung der Generationen. Die Musiker waren im Alter von 18 bis 95 Jahren, unter diesen Roy Haynes und dessen Enkel Marcus Gilmore als Drummer. In dem Song It’s All Right, im Original aus dem Jahr 1963 der R&B-Band The Impressions, ist Batiste auch mit seiner Stimme vertreten.

## Veröffentlichung
Das Soundtrack-Album wurde am 18. Dezember 2020 als Download veröffentlicht. Das Album mit der Musik von Trent Reznor und Atticus Ross wird von Walt Disney Records separat veröffentlicht. In einer digitalen Ausgabe, die ebenfalls am 18. Dezember 2020 erschien, sind beide Alben vereint.

## Titelliste
1. Born to Play
2. Born to Play Reprise
3. Bigger Than Us
4. Collard Greens and Cornbread Strut
5. Joe’s Lowdown Blues
6. 22’s Getaway
7. Apex Wedge
8. Let Your Soul Glow
9. Feel Soul Good
10. Looking at Life
11. Fruit of the Vine
12. The Epic Conversationalist / Born to Play
13. Celestial Spaces in Blue
14. Spiritual Connection
15. The Initial Pursuit
16. It’s All Right – Performed by Jon Batiste
17. Space Maker
18. Cristo Redentor
19. Danceland
20. Epistrophy
21. I Let a Song Go Out of My Heart
22. Blue Rondo a la Turk

## Auszeichnungen
British Academy Film Awards 2021
- Auszeichnung für die Beste Filmmusik (Trent Reznor, Atticus Ross und Jon Batiste, gemeinsam mit Soul: Original Score)[10]

Chicago Film Critics Association Awards 2020
- Nominierung für die Beste Filmmusik (Jon Batiste)[11]

Florida Film Critics Circle Awards 2020
- Nominierung für die Beste Filmmusik (Jon Batiste)[12]

Golden Globe Awards 2021
- Nominierung für die Beste Filmmusik (Trent Reznor, Atticus Ross und Jon Batiste, gemeinsam mit dem Soul: Original Score)[13]

Grammy Awards 2022
- Nominierung als Best Score Soundtrack for Visual Media (Trent Reznor, Atticus Ross und Jon Batiste, gemeinsam mit Soul: Original Score)[14]

NAACP Image Awards 2021
- Nominierung als Bestes Jazz-Album – Instrumental (Jon Batiste)[15]

Oscarverleihung 2021
- Auszeichnung für die Beste Filmmusik (Trent Reznor, Atticus Ross und Jon Batiste, gemeinsam mit Soul: Original Score)

World Soundtrack Awards 2021
- Nominierung als Film Composer of the Year (Trent Reznor, Atticus Ross und Jon Batiste, gemeinsam mit Soul: Original Score)[16]